# Наумов, Сергей Николаевич
Серге́й Никола́евич Нау́мов (6 [18] июля 1874, Калужская губерния — 11 декабря 1933, Ташкент) — русский (советский) химик-органик.

## Биография
Родился 6 (18) июля 1874 года в Калужской губернии. В 1897 году окончил физико-математический факультет Московского университета. После окончания преподавал в университете с 1899 по 1911 годы; с 1918 года преподавал в Московском высшем техническом училище; в 1919 году был заведующим лабораторией Главного комитета жировой промышленности химического отдела ВСНХ. .
В 1903 году разработал новый метод синтеза циклических шестичленных орто-дикетонов с использованием конденсации сложных эфиров щавелевой кислоты. После прихода советской власти продолжил преподавательскую деятельность; в 1921 году выступил одним из организаторов создания Среднеазиатского университета в Ташкенте и был в нём профессором химии до конца своей жизни. В 1920—1924 годы был деканом факультета географии университета, в 1924—1925 гг. — заведующий лабораторией органической химии, с 1925 года — заведующий кафедрой органической химии. Умер в Ташкенте 11 декабря 1933 года. Похоронен на Боткинском кладбище.